# Romeins diocees

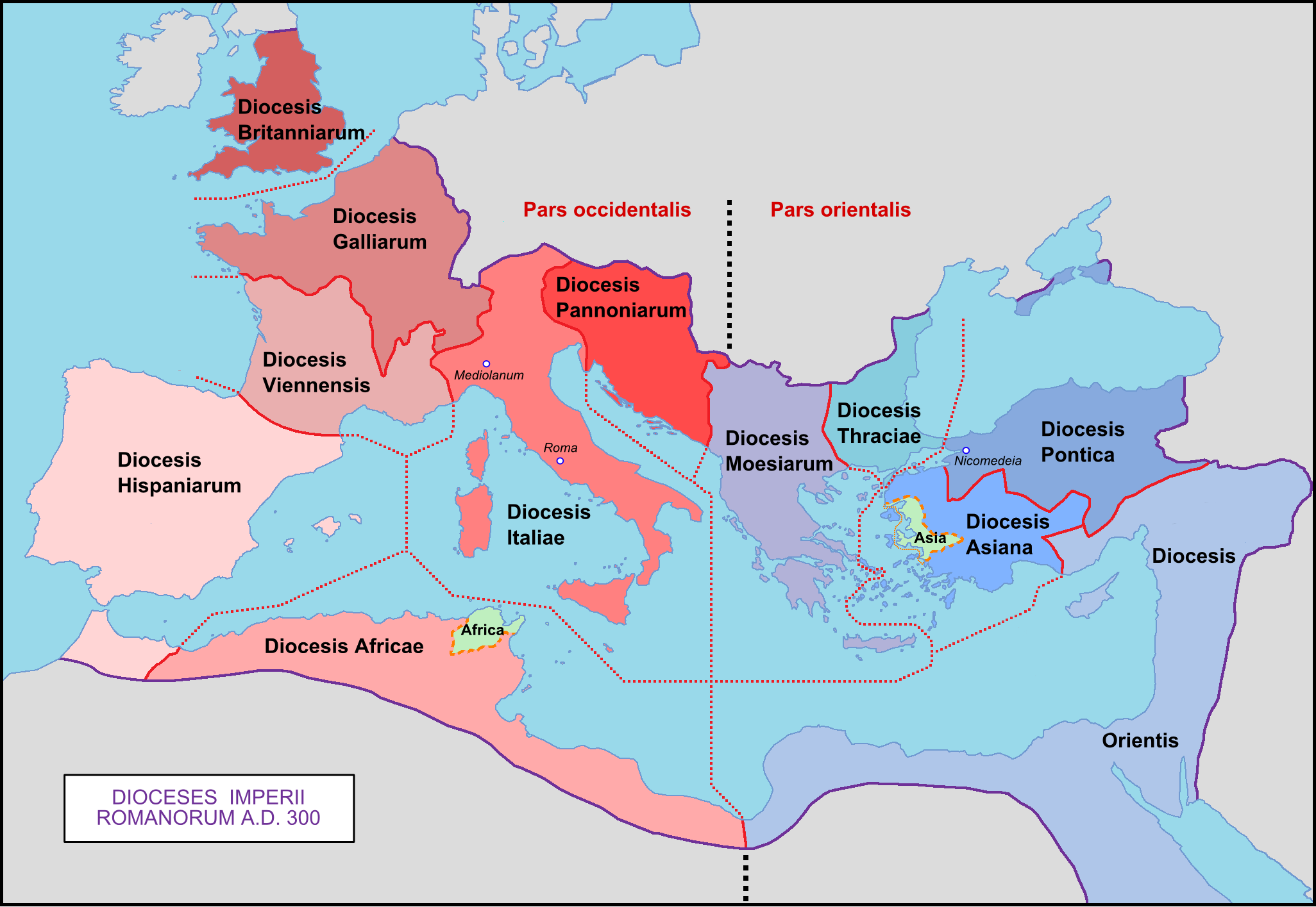
Diocesen in het Romeinse Rijk, 300 n.Chr.

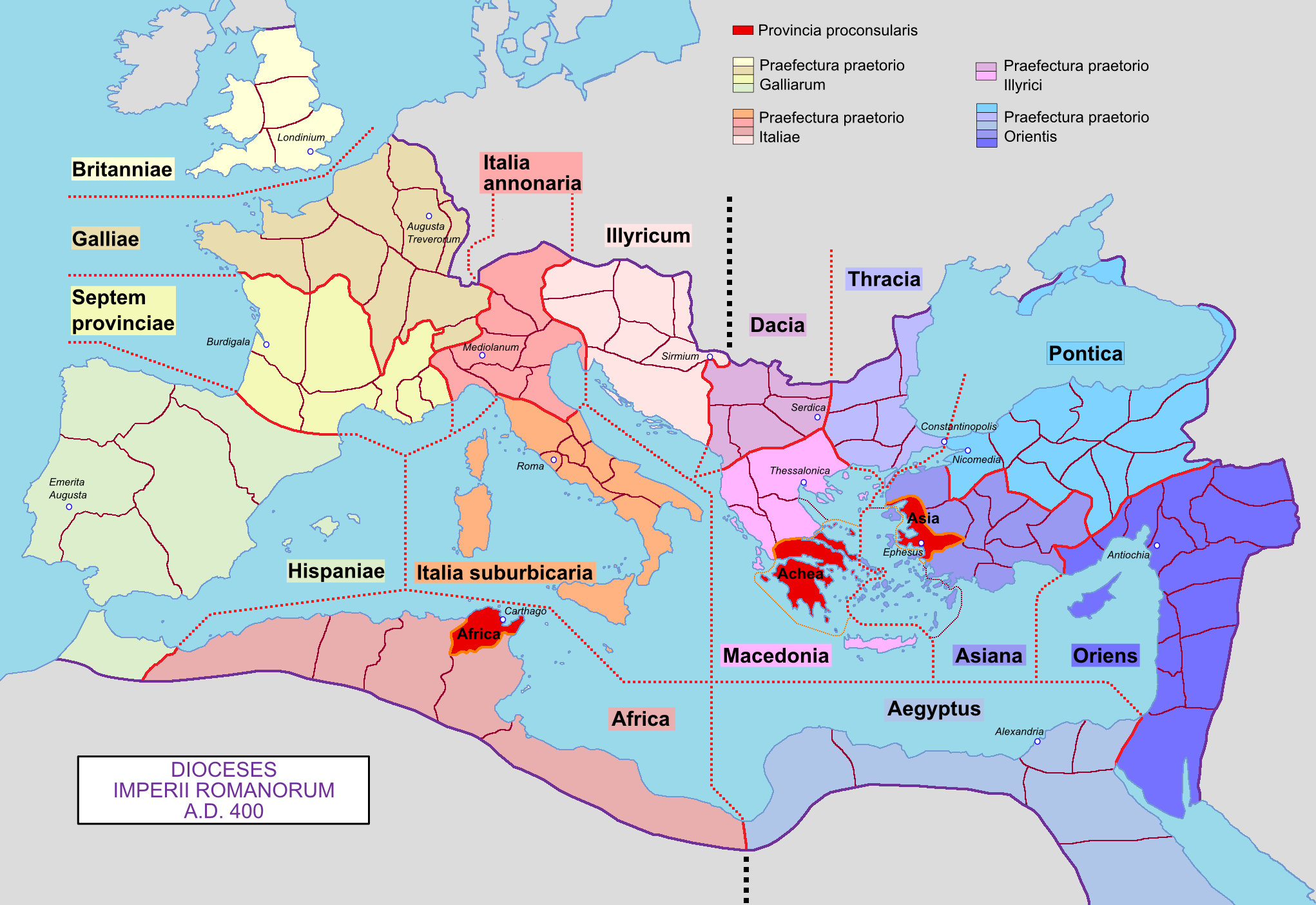
Diocesen in het Romeinse Rijk, 400 n.Chr.

Een Romeins diocees (Latijn: dĭœcēsĭs, van het Griekse διοίκησις, wat "bestuur" of "groep van provincies" betekent) was de bestuurslaag in het Romeinse Rijk tussen de pretoriaanse prefecturen en de provincies, ingevoerd door keizer Diocletianus vanaf 290. Aan het hoofd van ieder diocees stond een vicarius. De provincies Africa en Asia bleven dioceesloos.

## Ontstaan
Op het einde van de derde eeuw waren de oorspronkelijke Romeinse provincies steeds verder opgesplitst in kleinere regio's. Toen Diocletianus keizer werd waren het er ongeveer vijftig. Ongeveer een derde meer als ten tijde van keizer Marcus Aurelius. Vervolgens verdubbelde Dicoletianus hun aantal. Dat was in de eerste plaats om zich te beschermen tegen coupplegers, maar had eveneens te maken met het uitoefenen van controle en belastingheffing.  Het gevolg hiervan was een geweldige toename van het aantal keizerlijke vertegenwoordigers in de regio's. Hierdoor werd het voor de keizers lastiger om controle uit te oefenen. Men besloot daarom van de provincies grotere eenheden oftewel diocesen te maken.
De oorspronkelijke indeling van Diocletianus werd later gewijzigd: Italia werd gesplitst in Italia Annonaria en Italia Suburbicaria, Moesiarum werd gesplitst in Dacia, Macedonia en Achaea (welke laatste dioceesloos werd) en Aegyptus werd van Oriens afgescheiden. Pannonia werd hernoemd tot Illyricum.